# Arachnothryx buddleioides

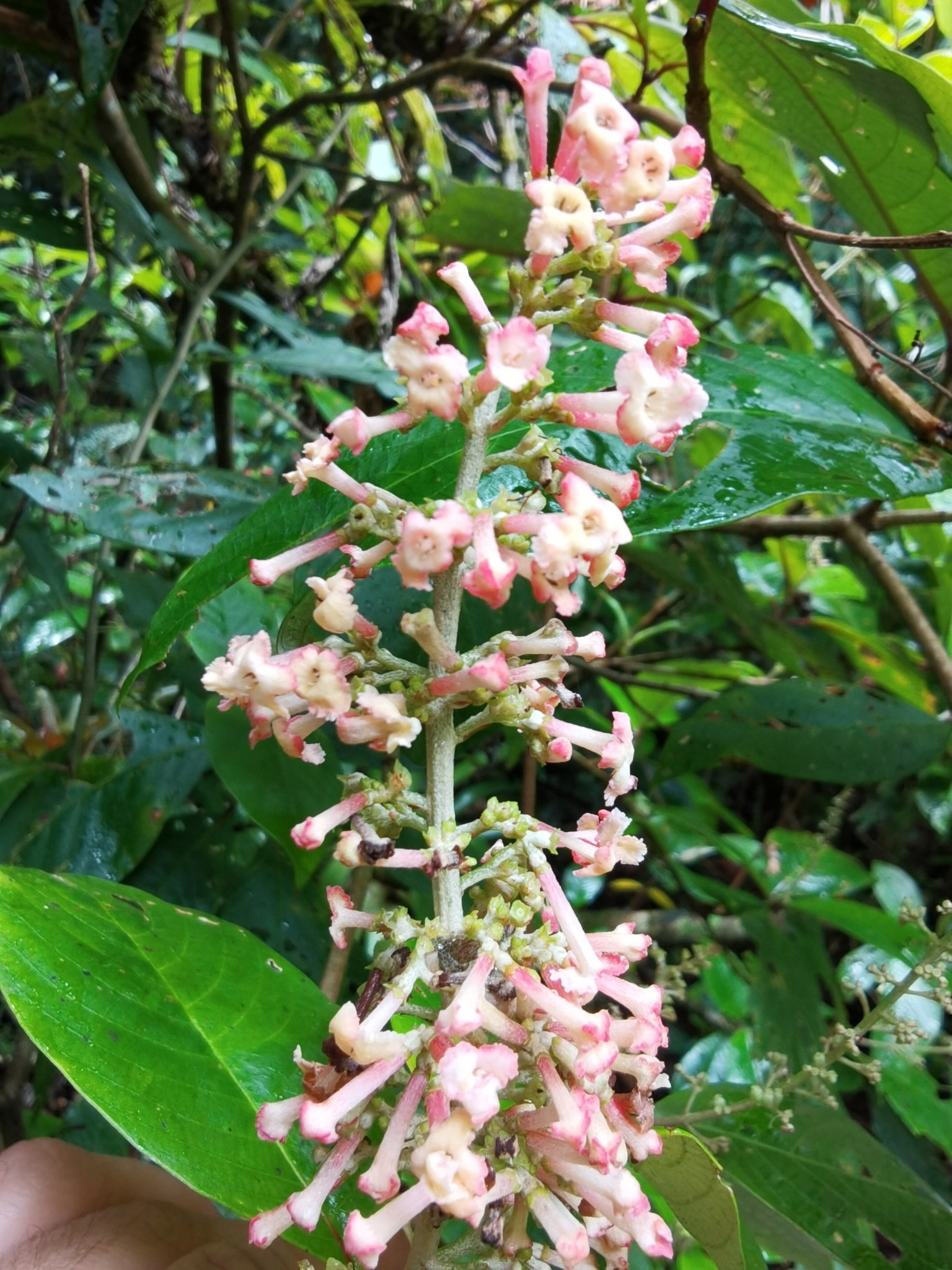
Arachnothryx buddleioides

Arachnothryx buddleioides är en måreväxtart som först beskrevs av George Bentham, och fick sitt nu gällande namn av Jules Émile Planchon. Arachnothryx buddleioides ingår i släktet Arachnothryx och familjen måreväxter. Inga underarter finns listade i Catalogue of Life.